# Земљотрес у Лазаревцу 1922.
Земљотрес у Лазаревцу, у медијима познат и као Велики београдски земљотрес је потрес који је погодио Лазаревац, Београд и околину 22. марта 1922. године у 13 : 23 по локалном времену. Трус је био магнитуде 6 рихтера. Сматра се најјачим земљотресом у Србији у 20. веку.

## Опште информације
Земљотрес код Лазаревца имао је интензитет од VI степени рихтера. Сеизмолошка станица на Ташмајдану издала је саопштење да се земљотрес осетио 22. марта 1922. у 13 часова, 23 минута и 35 секунди, те да је земља дрхтала непрекидно са подземном тутњавом, па је у 13 часова 28 минута и 10 секунди настао други слабији удар. Истакли су из завода да је земља дрхтала и даље све слабије до 13 часова, 45 минута и 40 секунди, а затим су настале вибрације које су бележили апарати.
Епицентар земљотреса био је у близини Лазаревца, а погодио је пре све регион југоисточно од Београда и изазвао оштећења у Лазаревцу, Аранђеловцу, Ваљеву и Убу. Због земљотреса је дошло до вишечасовног прекида железничког саобраћаја у Србији, као и прекида телефонског и телеграфског саобраћаја Лазаревца и Аранђеловца, који су били најближи епицентру.
Медији у Србији писали су како је у Београду завладала паника након првог удара, да су се „љуљаље” куће и зграде, а када су људи схватили да је земљотрес, велики број становништва је изашао из стамбених објеката. Штампа је писала о томе да су радници стакали са скела и са највиших спратова како би се спасили, као и да је срећа што је потрес био после ручка када су биоскопи и школе били празни.
Након последњег удара у Београду се пронела вест како је Опсерваторија у Београду издала саопштење да ће ускоро наићи нови земљотрес, али се она испоставила као лажна.
Иако је земљотрес имао интензитет од VI степени, није било жртава. Општинска амбуланта збринула је неколико лица, а најтеже повређен је био радник који је у паници скочио са трећег спрата нове зграде француског друштва „Национал” и он је при том скоку сломио руку и ногу. У амбуланти је указана помоћ и двојици радника и једном келнеру из хотела „Москва”.
У Београду није било велике материјалне штете, пописано је да су зидови неких кућа напукли, оџаци поотпадали, али да рушења објеката није било. У центру Београда највише је страдала кућа Раке Миленковића на Теразијама, које је свом висином препукла. На „Паризу, Касини” и „Златном топу” срушили су се оџаци, а у хотелу „Москва” пукла је таваница. По периферији Београда штета је била углавном у обореним оџацима и попуцаним зидовима.
У марту 2022. године отворена је изложба „Велики београдски земљотрес 22. 3. 1922 - Осврт на прошлост и припреме за будућност”.